# 거창 모리재
거창 모리재(居昌 某里齋)는 대한민국 경상남도 거창군에 있는, 조선시대 정온(鄭蘊)선생이 낙향하여 죽을 때가지 은거했던 곳을 기념하여 유림들이 건립한 재사(齎舍)이다.
1995년 5월 2일 경상남도의 유형문화재 제307호 모리재으로 지정되었다가, 2018년 12월 20일 현재의 명칭으로 변경되었다.

## 개요
모리재는 1637년 인조(仁祖)가 중국 청 태종 앞에 나가 항복하는 치욕적인 화의(和議)가 성립되자 척화파인 정온(鄭蘊)선생은 남한산성에서 자결을 시도했으나 전의(典醫)와 광주목사의 손에 구명된 후 낙향하여 죽을 때가지 은거했던 곳을 기념하여 유림들이 건립한 재사(齎舍)로 사당 · 모리재 · 서무 · 화엽루 · 내삼문 · 협문 등과 유허비 1기로 이루어져 있다.
정문으로 사용된 화엽루(花葉樓)는 정면 3칸, 측면 2칸의 팔작지붕 2층 누각으로, 자연석을 둥글게 다듬은 기둥을 세웠다. 또 화려한 팔작지붕의 처마가 처지는 것을 막기 위해 사방 처마 끝에는 받침기둥을 세워 지붕을 떠받쳤다. 본당인 모리재는 자연석 초석 위에 정면 6칸, 측면 2칸의 일(一)자로 된 팔작지붕의 건물로, 지역의 유림들이 모여 선생의 학문을 추모하며 공부하였던 곳이다.
모리재는 재실(齋室)로서 특이하게 남부 지방의 민가 형식을 띠고 있을 뿐만 아니라, 규모도 매우 큰 편이라 할 수 있다. 현재의 건물은 1921년에 중수한 것이다.

## 같이 보기
- 정온

## 참고 문헌
- 거창 모리재 - 국가유산청 국가유산포털